# أنطونيو بيريرا (منافس ألعاب قوى)
أنطونيو بيريرا (بالبرتغالية: António Pereira‏) هو منافس ألعاب قوى برتغالي، ولد في 10 يوليو 1975.

## وصلات خارجية
- أنطونيو بيريرا على موقع الاتحاد الدولي لألعاب القوى (الإنجليزية)
- أنطونيو بيريرا على موقع الاتحاد الأوروبي لألعاب القوى (الإنجليزية)
- أنطونيو بيريرا على موقع أوليمبيديا (الإنجليزية)